# Outsides
Outsides este cel de-al cincelea EP al chitaristului american John Frusciante, lansat pe 14 august 2013 in Japonia si pe 27 august 2013 in restul lumii. EP-ul a aparut pe CD, vinil, casetă si in format digital. Din cauza unei erori a casei de discuri, cateva din CD-urile precomandate au fost livrate clientilor la sfarsitul lunii iulie 2013.

## Muzica
Frusciante a comentat despre album ca:
Outsides consta intr-un solo de 10 minute si doua piese muzicale "out". In contextul asta, folosesc cuvantul "out" (engl. "afara") in modul in care era folosit si in muzica free jazz. Este o abordare moderna asupra notiunilor legate de armonii, existenta in jazz-ul anilor '50 tarzii/inceputul anilor '60 si in muzica clasica a secolului XX. Nu folosesc niciunul dintre aspectele armonice din muzica rock sau pop, iar asta a fost in principiu abordarea care, pe PBX, a fost asigurata de modul meu de compunere a melodiilor. Muzica progresivista, cea care suna complet fara recurgerea la nicio relatie muzicala conventionala, a fost una din tintele mele de ceva timp. Ambele cantece prezinta stilul meu de tobe si solo-uri de chitara, dar, in orice caz, le vad ca fiind versiunea mea de muzica clasica moderna. [...] Ma las dus oriunde ma conduce muzica si folosesc orice instrument ca sa imi exprim sentimentele, la fel cum folosesc idei din orice gen muzical. De exemplu, pe "Shelf", in ciuda tonalitatii neconventionale, am fost suprins sa-mi dau seama ca un solo blues de chitara ar suna bine. De asemenea, ambele cantece au parti acid.

## Lista de melodii
1. Same (10:21)
2. Breathiac (2:38)
3. Shelf (6:11)
4. Sol (bonus track) (4:42)

## Personal
Muzicieni
- John Frusciante – voce, sintetizator, chitara, clape, sample-uri, sintetizator de ritm

### Participanti la inregistrari
- John Frusciante – productie
- Anthony Zamora – manager de studio

### Coperta
- John Frusciante

## Referinte
1. ↑  Iva (26 iulie 2013), Outsides in all its glory (în engleză), John Frusciante fansite - Invisible Movement
2. ↑  „copie arhivă”. Arhivat din original la 19 septembrie 2013. Accesat în 15 iulie 2013.